# سیلویو اسپن
سیلویو اسپن (۲۱ اوت ۱۹۸۱) یک بازیکن فوتبال اهل ترینیداد و توباگو است. وی در تیم ملی فوتبال ترینیداد و توباگو بازی کرده‌است.